# Bromotrifluorométhane
Le bromotrifluorométhane, appelé également trifluorobromométhane, Halon 1301, R13B1, Halon 13B1 est un halon qui a pour formule CBrF3. C'est un gaz inerte, non-inflammable.

## Usage
Introduit dans les années 1960 en tant qu'agent d'extinction d'incendies, on l'utilisait sur du matériel de valeur (avions, ordinateurs, centres de télécommunication...), dans des systèmes à noyage total. On évite généralement de longues expositions au Halon 1301, en se limitant à des concentrations n'excédant pas 7 % et sur une durée inférieure à 15 minutes. À des concentrations plus élevées, le système nerveux central commence à être affecté.
Avant qu'on l'identifie en tant que gaz ayant un plus fort potentiel de déplétion ozonique que les CFC, beaucoup d'entreprises de refroidissement l'utilisaient en tant que gaz réfrigérant.
Le règlement européen (CE) no 1005/2009 relatif aux substances qui appauvrissent la couche d’ozone interdit désormais la production, l'importation, la mise sur le marché et l'utilisation de ce gaz dans l'Union européenne, à l'exception de quelques applications critiques pour lesquelles l'article 13 de ce règlement a temporairement octroyé des dérogations (applications d'extinction de feu, notamment dans l'aéronautique et les installations pétrochimiques).
Le Halon 1301 se retrouve dans les substances réglementées (Annexe A) du Protocole de Montréal relatif à des substances qui appauvrissent la couche d'ozone.